# Cau del Lleó
El Cau del Lleó (àrab: عرين الأسود, ʿArīn al-Usūd, ‘Cau dels Lleons') és una milícia palestina que opera a la Cisjordània ocupada per Israel.
El grup va sorgir l'agost de 2022, un any en què va augmentar la violència en el conflicte israelià-palestí. El seu nom fa referència a Ibrahim al-Nabulsi, un destacat militant de Nablus, conegut com «el Lleó de Nablus», que va ser assassinat en una incursió israeliana. Comprèn membres d'altres milícies palestines, tradicionalment oposades a Fatah, inclosos Hamàs i el Gihad Islàmic palestí, i membres descontents amb Fatah, principalment joves i laics. Segons algunes informacions, el grup té la seu a la Ciutat Vella de Nablus.
L'organització va ser fundada per un palestí de 25 anys anomenat Mohammed al-Azizi, més conegut com «Abu Saleh», i el seu amic Abdel Rahman Suboh, o «Abu Adam», de 28 anys. Tots dos van morir en combat el juliol de 2022.

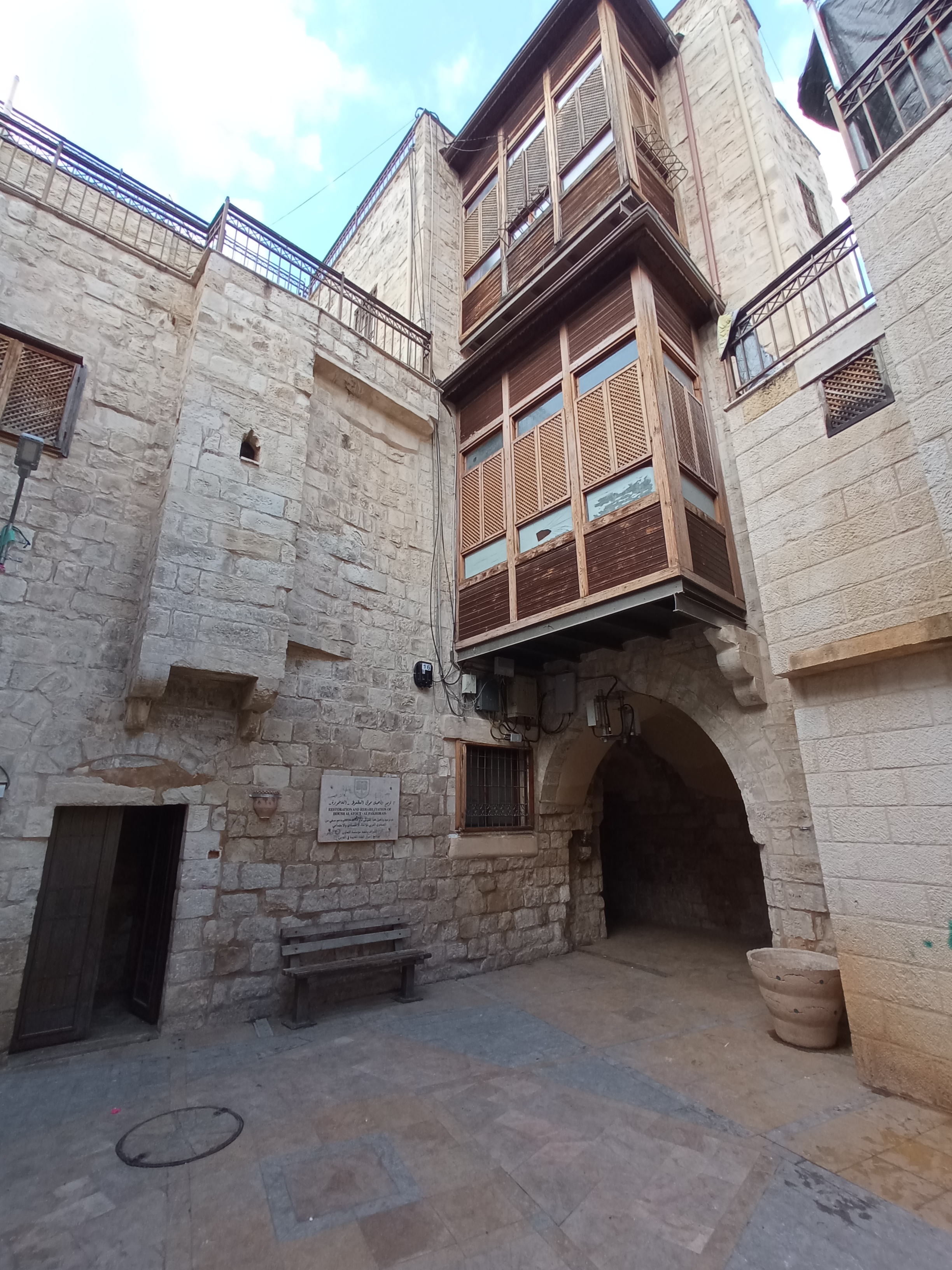
La seu del Cau dels Lleons, a la Ciutat Vella de Nablus

El grup ha experimentat des de llavors un augment en popularitat entre els palestins de Cisjordània. Comparteixen regularment vídeos dels seus atacs a TikTok i Telegram. El seu compte de TikTok va ser suspès l'octubre de 2022, la qual cosa va motivar que el grup publiqués la resta dels seus vídeos a Telegram, on tenia 238.000 subscriptors el 24 de febrer de 2023.
The New York Times va informar el 2023 que la popularitat del grup entre alguns joves palestins reflecteix el suport creixent de la resistència armada contra l'ocupació israeliana de 56 anys dels territoris palestins, incloses la frustració nascuda de l'expansió dels assentaments israelians, la violència dels colons israelians i el govern ineficaç de l'Autoritat Palestina.
El grup rep quantitats no revelades de fons de Hamàs.